# Libušnje
Libušnje este o localitate din comuna Kobarid, Slovenia, cu o populație de 41 de locuitori.